# The Years of Decay
The Years of Decay − czwarty album studyjny amerykańskiej grupy muzycznej Overkill. Wydawnictwo ukazało się 13 października 1989 roku nakładem wytwórni muzycznej Atlantic Records. Nagrania zostały zarejestrowane i zmiksowane pomiędzy czerwcem a lipcem 1989 roku w Carriage House Studios w Stamford w stanie Connecticut w USA. Płyt dotarła do 155. miejsca listy Billboard 200 w Stanach Zjednoczonych.

## Lista utworów
Opracowano na podstawie materiału źródłowego.
1. "Time to Kill" (Verni, Ellsworth, Gustafson) – 6:16
2. "Elimination" (Verni, Ellsworth, Gustafson) – 4:34
3. "I Hate" (Verni, Ellsworth, Gustafson) – 3:48
4. "Nothing to Die For" (Verni, Ellsworth, Gustafson) – 4:22
5. "Playing With Spiders/Skullkrusher" (Verni, Ellsworth, Gustafson) – 10:09
6. "Birth of Tension" (Verni, Ellsworth, Gustafson) – 5:02
7. "Who Tends the Fire" (Verni, Ellsworth, Gustafson) – 8:09
8. "The Years of Decay" (Verni, Ellsworth, Gustafson) – 8:01
9. "E.vil N.ever D.ies" (Verni, Ellsworth, Gustafson) – 5:49

## Twórcy
Opracowano na podstawie materiału źródłowego.
| - Bobby "Blitz" Ellsworth – wokal prowadzący - Bobby Gustafson – gitara rytmiczna, gitara prowadząca - D.D. Verni – gitara basowa - Sid Falck – perkusja - Terry Date - produkcja muzyczna, inżynieria dźwięku | - Matt Lane - asystent inżynieria dźwięku - Howie Weinberg - mastering - Steve Fastener - oprawa graficzna - Rich Larson - oprawa graficzna - Michael Paras - zdjęcia |